# Liste des sites mégalithiques dans le district de Castelo Branco
Cette liste non exhaustive recense les sites mégalithiques dans le district de Castelo Branco, au Portugal.

## Liste
| Site                    | Type          | Municipalité  | Notes | Coordonnées                 | Image |
| ----------------------- | ------------- | ------------- | ----- | --------------------------- | ----- |
| Statue-menhir de Corgas | Statue-menhir | Fundão        |       | 40° 08′ 38″ N, 7° 27′ 13″ O |       |
| Menhir de Cegonhas      | Menhir        | Idanha-a-Nova |       | 39° 46′ 35″ N, 7° 08′ 05″ O |       |